# Thaler prussien
Le thaler prussien (parfois appelé Reichsthaler prussien) était la monnaie de la Prusse jusqu'en 1857. En 1750, Johann Philipp Graumann (en) introduit le Graumannscher Fuß, selon lequel 14 thalers étaient émis pour un marc de Cologne (en) d'argent fin, soit 16,704 g par thaler.
Les pièces d'or étaient appelées Fredrickd'or de 1750 à 1857, sauf en 1797 (appelées Ducant en 1797), et les pièces d'argent étaient appelées thalers. Le poids et la finesse des pièces changeaient en fonction des rois.
Jusqu'en 1821, le thaler était subdivisé dans le Brandebourg en 24 groschen, chacun composé de 12 pfennigs. En Prusse proprement dite, il était subdivisé en 3 gulden polonais (FL = Zloty), chacun de 30 groschen (chaque groschen = 18 pfennige) ou 90 schillings. La monnaie prussienne a été unifiée en 1821, avec le thaler subdivisé en 30 silbergroschen, chacun de 12 pfennige.
Alors que le thaler prédominant du nord de l'Allemagne, utilisé dans d'autres États du nord de l'Allemagne de 1750 à 1840, était émis à raison de 13⅓ thalers par Mark et apparaissait en dénominations de 2⁄3 et 11⁄3 thalers, le thaler prussien était émis à raison de 14 thalers par Mark et apparaissait sous la forme d'une pièce d'un thaler.
À partir des années 1840, plusieurs États ont aligné la valeur du thaler du nord de l'Allemagne sur celle du thaler prussien, également à 14 thalers par Mark. En 1857, ces thalers du nord de l'Allemagne et de la Prusse ont été remplacés par le Vereinsthaler, devenu la norme dans une grande partie de l'Allemagne.